# پناهگاه‌های پاندا سیچوان
پناهگاه‌های پاندا سیچوان واقع در جنوب غربی استان سیچوان چین، زیستگاه  بیش از ۳۰ درصد از پانداهای غول پیکر در معرض خطر در جهان و از جمله مهم‌ترین مکان برای پرورش این پانداها می‌باشد.این بخش شامل ۹۲۴۵ کیلومترمربع و شامل نه پارک و طبیعتی زیباست.این منطقه در سال ۲۰۰۶ در فهرست میراث جهانی یونسکو به ثبت رسید.